# ブロックリーグ決勝大会 (北海道サッカーリーグ)
北海道サッカーリーグ ブロックリーグ決勝大会（ほっかいどうサッカーリーグ ブロックリーグけっしょうたいかい）は、北海道サッカーリーグの下位リーグ（ブロックリーグ）優勝チームによる、北海道サッカーリーグに昇格するチームを決定する大会である。

## 概要
北海道サッカーリーグの下には、北海道の地域別に4つのブロックリーグ（道東、道南、道央道北、札幌）が置かれており、これらの各優勝チームが北海道サッカーリーグ入りを賭けて対戦する。
昇格条件については不定期に変わっており、かつては入れ替え戦の設定もあった。入れ替えの詳細なレギュレーションについては北海道サッカーリーグ#北海道の下部リーグとの入れ替えを参照。

## 大会の方式
毎年10月に行われ、会場は各ブロックで持ち回りのセントラル開催。全ての試合は前後半45分（ハーフタイム15分）、計90分で行われる。
2003年 - 2011年
4ブロック（道南・道央・道北・道東）からの1チームずつ、計4チームが出場。1回総当たり。
2012年 - 2018年
5ブロック（道南・道央・道北・道東・札幌）から計6チームが出場（開催地のブロックからは2チーム、他は1チームずつ）。3チームずつの2組に分かれてそれぞれ1回総当たりで対戦し、各組1位チームが昇格する。
2019年 - 2020年
4ブロック（道南・道央道北・道東・札幌）からの1チームずつ、計4チームが出場。1回総当たり。
2021年
前年に新型コロナウイルス感染症流行の影響により北海道リーグからの降格が行われず、北海道リーグが10チームに増えたことへの対応として、当年については北海道リーグの7位・8位チームもブロックリーグ決勝大会に出場する（9位・10チームは自動降格）。合計6チームが3チームずつの2組に分かれてそれぞれ1回総当たりで対戦し、各組1位チームが残留または昇格する。
2022年 -
2020年の方式に戻され、4ブロック（道南・道央道北・道東・札幌）からの1チームずつ、計4チームが出場し1回総当たりで対戦する。
なお2009年大会時点では、決着がつかない場合は引き分けとし、勝ち3・引分1・負け0の勝ち点が与えられていたものの、2010年大会より、90分で決着しなかった場合はPK戦を実施し、90分勝ち3・PK勝ち2・PK負け1・90分負け0の勝ち点が与えられることとなった。2021年の時点でこの勝ち点は継続されていたものの、2022年には決着がつかない場合は引き分けとする方式に戻されている。

## 歴代決勝記録
- チーム名・会場名のかっこ内は「ブロック/地区」を表す
- 太字チーム名 ：北海道リーグ昇格

### 2003年 - 2011年
| 回 | 年度 | 開催地                     | 1位                                      | 2位                              | 3位                                | 4位                                        | 出典   |
| -- | ---- | -------------------------- | ---------------------------------------- | -------------------------------- | ---------------------------------- | ------------------------------------------ | ------ |
| 1  | 2003 | 幕別陸 (道東/十勝)         | R・シュペルブ釧路 (道東/釧路)            | 美香保FC (道央/札幌)             | 渡部工業リバーサイド (道南/苫小牧) | ACSC (道北/旭川)                           | [ 8 ]  |
| 2  | 2004 | 苫小牧緑ヶ丘 (道南/苫小牧) | ACSC (道北/旭川)                         | 札幌ウインズFC (道央/札幌)       | 渡部工業リバーサイド (道南/苫小牧) | 蹴鞠会 (道東/十勝)                         | [ 10 ] |
| 3  | 2005 | 野幌陸 (道央/札幌)         | ルードボーイズ (道東/十勝)               | 札幌ウインズFC (道央/札幌)       | 新日鐵室蘭 (道南/室蘭)             | ナイエFC (道北/北空知)                     | [ 11 ] |
| 4  | 2006 | 旭川忠和 (道北/旭川)       | 北蹴会 (道北/空知)                       | 札幌ウインズFC (道央/札幌)       | R・シュペルブ釧路 (道東/釧路)      | シンドウDENKIFC (道南/函館)                | [ 12 ] |
| 5  | 2007 | 帯広球 (道東/十勝)         | R・シュペルブ釧路 (道東/釧路）           | SSSシェフィールドFC (道央/札幌)  | 新日鐵室蘭 (道南/室蘭)             | 旭蹴会 (道北/旭川)                         | [ 14 ] |
| 6  | 2008 | 函館日吉 (道南/函館)       | 札大GOAL PLUNDERERS (道央/札幌)          | 新日鐵室蘭 (道南/室蘭)           | サンクFCくりやま (道北/空知)       | とかちフェアスカイ・ジェネシス (道東/十勝) | [ 15 ] |
| 7  | 2009 | 札幌厚別・野幌 (道央/札幌) | ブラックペッカー函館FC (道南/函館)       | マルセイズFC (道東/十勝)         | VANKEI.FC (道央/札幌)              | サンクFCくりやま (道北/空知)               | [ 16 ] |
| 8  | 2010 | 深川陸 (道北/北空知)       | 十勝フェアスカイ・ジェネシス (道東/十勝) | 駒澤OB・FC (道南/苫小牧)         | 岩見沢FC北蹴会 (道北/空知)         | 日通FCペリカノス (道央/札幌)               | [ 17 ] |
| 9  | 2011 | 幕別陸 (道東/十勝)         | アンフィニVANKEI.FC (道央/札幌)          | トヨタ自動車北海道 (道南/苫小牧) | R・シュペルブ釧路 (道東/釧路)      | FC Menino (道北/空知)                      | [ 18 ] |

### 2012年 - 2018年
| 回 | 年度 | 開催地                     | グループ  | 1位                              | 2位                              | 3位                                | 出典   |
| -- | ---- | -------------------------- | --------- | -------------------------------- | -------------------------------- | ---------------------------------- | ------ |
| 10 | 2012 | 函館日吉 (道南/函館)       | Aブロック | 岩見沢FC北蹴会 (道央/空知)       | 日本通運FC (札幌/札幌)           | ブラックペッカー函館FC (道南/函館) | [ 19 ] |
| 10 | 2012 | 函館日吉 (道南/函館)       | Bブロック | 新日鐵住金室蘭 (道南/室蘭)       | R・シュペルブ釧路 (道東/釧路)    | ナイエFC (道北/北空知)             | [ 19 ] |
| 11 | 2013 | 岩見沢東山 (道央/空知)     | Aブロック | R・シュペルブ釧路 (道東/釧路)    | FC Menino (道央/空知)            | 札幌真栄グランデ (札幌/札幌)       | [ 20 ] |
| 11 | 2013 | 岩見沢東山 (道央/空知)     | Bブロック | 駒澤OB・FC (道南/苫小牧)         | BIG1サッカークラブ (道央/千歳)   | VERDELAZZO旭川 (道北/旭川)         | [ 20 ] |
| 12 | 2014 | SSAP・札幌円山 (札幌/札幌) | Aブロック | 新得FC (道東/十勝)               | 北海道藻友クラブ (札幌/札幌)     | FC Menino (道央/空知)              | [ 22 ] |
| 12 | 2014 | SSAP・札幌円山 (札幌/札幌) | Bブロック | 日本通運FC (札幌/札幌)           | トヨタ自動車北海道 (道南/苫小牧) | VERDELAZZO旭川 (道北/旭川)         | [ 22 ] |
| 13 | 2015 | 旭川東光 (道北/旭川)       | Aブロック | VERDELAZZO旭川 (道北/旭川)       | トヨタ自動車北海道 (道南/苫小牧) | サンクFCくりやま (道央/空知)       | [ 23 ] |
| 13 | 2015 | 旭川東光 (道北/旭川)       | Bブロック | 札幌北大クラブ (札幌/札幌)       | R・シュペルブ釧路 (道東/釧路)    | 旭蹴会 (道北/旭川)                 | [ 23 ] |
| 14 | 2016 | 北見モイワ (道東/網走)     | Aブロック | 旭蹴会 (道北/旭川)               | 新得FC (道東/十勝)               | サンクFCくりやま (道央/空知)       | [ 24 ] |
| 14 | 2016 | 北見モイワ (道東/網走)     | Bブロック | 新日鐵住金室蘭 (道南/室蘭)       | R・シュペルブ釧路 (道東/釧路)    | 佐川急便札幌 (札幌/札幌)           | [ 24 ] |
| 15 | 2017 | 室蘭入江 (道南/室蘭)       | Aブロック | トヨタ自動車北海道 (道南/苫小牧) | 新得FC (道東/十勝)               | BIG1サッカークラブ (道央/千歳)     | [ 25 ] |
| 15 | 2017 | 室蘭入江 (道南/室蘭)       | Bブロック | VERDELAZZO旭川 (道北/旭川)       | 函館市役所 (道南/函館)           | 北海道藻友クラブ (札幌/札幌)       | [ 25 ] |
| 16 | 2018 | 岩見沢岡山 (道央/空知)     | Aブロック | 日本通運FC (札幌/札幌)           | 旭蹴会 (道北/旭川)               | サンクFCくりやま (道央/空知)       | [ 26 ] |
| 16 | 2018 | 岩見沢岡山 (道央/空知)     | Bブロック | R・シュペルブ釧路 (道東/釧路)    | シンドウDENKI.FC (道南/函館)     | BIG1サッカークラブ (道央/千歳)     | [ 26 ] |

### 2019年 - 2020年
| 回 | 年度 | 開催地                   | 1位                    | 2位                           | 3位                     | 4位                             | 出典   |
| -- | ---- | ------------------------ | ---------------------- | ----------------------------- | ----------------------- | ------------------------------- | ------ |
| 17 | 2019 | SSAP (札幌/札幌)         | 札大GP (札幌/札幌)     | 新得FC (道東/十勝)            | 旭蹴会 (道央道北/旭川)  | R・O・F (道南/室蘭)             | [ 27 ] |
| 18 | 2020 | 旭川東光 (道央道北/旭川) | 旭蹴会 (道央道北/旭川) | R・シュペルブ釧路 (道東/釧路) | VAIN FC伊達 (道南/室蘭) | アンフィニVANKEI.FC (札幌/札幌) | [ 28 ] |

### 2021年
†は北海道サッカーリーグ所属チームの参加。
| 回 | 年度 | 開催地             | グループ  | 1位                              | 2位                            | 3位                          | 出典   |
| -- | ---- | ------------------ | --------- | -------------------------------- | ------------------------------ | ---------------------------- | ------ |
| 19 | 2021 | 幕別陸 (道東/十勝) | Aブロック | サンクFCくりやま (道央道北/空知) | 新得FC† (道東/十勝)            | 釧路市役所 (道東/釧路)       | [ 29 ] |
| 19 | 2021 | 幕別陸 (道東/十勝) | Bブロック | ASC北海道 (道南/苫小牧)          | R・シュペルブ釧路† (道東/釧路) | 札幌ヒヤシンスFC (札幌/札幌) | [ 29 ] |

### 2022年 -
| 回 | 年度 | 開催地                     | 1位                      | 2位                        | 3位                      | 4位                                  | 出典   |
| -- | ---- | -------------------------- | ------------------------ | -------------------------- | ------------------------ | ------------------------------------ | ------ |
| 20 | 2022 | 函館FP (道南/函館)         | 旭蹴会 (道央道北/旭川)   | 日本通運FC (札幌/札幌)     | クラップス (道東/十勝)   | 函館市役所 (道南/函館)               | [ 30 ] |
| 21 | 2023 | 岩見沢岡山 (道央道北/空知) | ASC北海道 (道南/苫小牧)  | Canale小樽 (道央道北/小樽) | 新得FC (道東/十勝)       | アンフィニVANKEI.FC (札幌/札幌)      | [ 31 ] |
| 22 | 2024 | SSAP (札幌/札幌)           | 日本製鉄室蘭 (道南/室蘭) | sabas (札幌/札幌)          | FC網走 (道東/オホーツク) | KAMUI FC HIGASHIKAWA (道央道北/旭川) | [ 32 ] |